# Stray Kids (реалити-шоу)
Stray Kids (кор. 스트레이 키즈) — южнокорейское реалити-шоу, созданное компанией JYP Entertainment при поддержке южнокорейского телеканала Mnet. Основной идеей являлось создание бойбенда путём отбора трейни JYP. Показ состоялся с 17 октября по 19 декабря 2017 года по вторникам в 23:00 по корейскому времени; всего было показано 10 эпизодов.

## Подготовка и концепт
В конце июля 2017 года пошли слухи, что JYP Entertainment планируют запустить новый сезон реалити-шоу «Sixteen», благодаря которому в 2015 году образовалась гёрл-группа TWICE. Премьера планировалась во второй половине года, а позже стало известно, что концепт шоу будет значительно отличаться от своего предшественника. В результате должен был сформироваться бойбенд, первый с момента дебюта GOT7 в 2014 году. Трансляция пилотного эпизода была назначена на осень, а дебют окончательно установленного состава будущей группы должен был состояться в 2018 году.
Цель шоу — остаться в изначально представленном составе и им же дебютировать, в то время как в «Sixteen» состав отбирался путём соревнований, где конкурсантки были разделены на две команды: основную и второстепенную. Состав команд был определён внутренним отбором, и парни должны были выступать с самостоятельно написанными композициями. Их судили по индивидуальным способностям и по командной работе, чтобы выиграть неожиданную миссию «стажёры против JYP». Шоу также содержало в себе вырезки из повседневной жизни участников, а также отрывки с шоукейса, проведённого в августе.
21 сентября JYP Entertainment огласило название — «Stray Kids», выпустило тизеры и аккаунты в социальных сетях. 9 октября был представлен групповой тизер со всеми участниками.

### «Hellevator»
6 октября 2017 года была выпущена композиция «Hellevator» и официальный видеоклип на неё. Бан Чан, Чанбин и Хан (известные как 3RACHA) работали над текстом и музыкой.

## Участники
- Бан Чан (кор. 방찬, род. 3 октября 1997 года) — лидер группы. Присоединился к JYP после прохождения открытого прослушивания в Австралии. Стажировался вместе с нынешними участниками GOT7, Day6 и TWICE.[8][9]
- Ли Ноу (кор. 이민호, род. 25 октября 1998 года) — начал заниматься танцами в 2012—2013 годах. Был одним из танцоров в туре 2017 BTS Live Trilogy Episode III: The Wings Tour BTS в 2017 году.[10]
- Со Чанбин (кор. 서창빈, род. 11 августа 1999 года) — стажировался в JYP с 2015 года.
- Хван Хёнджин (кор. 황현진, род. 20 марта 2000 года) — стажировался в JYP с 2015 года.
- Хан Джисон (кор. 한지성, род. 14 сентября 2000 года) — родился в Корее, жил некоторое время в Малайзии.
- Ли Феликс (Ли Ёнбок) (кор. 이필릭스, род. 15 сентября 2000 года) — родился и жил в Австралии и почти не говорил по-корейски, по приезде в Корею начал изучать корейский язык.
- Ким Сынмин (кор. 김승민, род. 22 сентября 2000 года) — стажировался в JYP с 2016 года после того, как занял второе место на тринадцатом открытом прослушивании.
- Ян Чонин (Айен, I.N.) (кор. 양정인, род. 8 февраля 2001 года) — родился в Пусане, любит исполнять песни в стиле трот.

### Выбывшие участники
Ли Ноу был отчислен в четвёртом эпизоде, а Феликс — в восьмом, но в девятом оба были возвращены в Stray Kids.

### Интересные факты
- Бан Чан, Со Чанбин и Хан Джисон вместе образовали предебютную группу 3RACHA. Выпустили несколько собственно написанных и спродюсированных микстейпов.[14]
- В группе есть три подгруппы, согласно тому, за что отвечает каждый участник: Бан Чан, Со Чанбин и Хан Джисон — рэп, Ли Ноу, Хван Хёнджин и Ли Феликс — танцы, а Ким Сынмин и Ян Чонин — вокал.[15]

## Список эпизодов
| Номер эпизода | Дата выхода          | Примечания |
| ------------- | -------------------- | --- |
| 1 эпизод      | 17 октября 2017 года | Были представленные две группы: 2TEAM — гёрл-группа, собранная лично командой JYP, и Male Project Team — бойбенд, образованный участниками самостоятельно. В командных соревнованиях Пак Чин Ён отдал предпочтение мужской группе |
| 2 эпизод      | 24 октября 2017 года | Male Project Team объявили официальное название — Stray Kids, и представили песню «Hellevator» |
| 3 эпизод      | 31 октября 2017 года | Участники были поделены на три группы, и каждая должна была подготовить выступление. Также были показаны съёмки видеоклипа «Hellevator» |
| 4 эпизод      | 7 ноября 2017 года   | Исключили Минхо |
| 5 эпизод      | 14 ноября 2017 года  | Показано специальное видео-сообщение Минхо |
| 6 эпизод      | 21 ноября 2017 года  | Соревнование с трейни YG, участие Ян Хён Сока в качестве судьи |
| 7 эпизод      | 28 ноября 2017 года  | н/д |
| 8 эпизод      | 5 декабря 2017 года  | Исключили Феликса |
| 9 эпизод      | 12 декабря 2017 года | Соревнование состава семерых участников против девятерых, чтобы пробиться в финальный состав |
| 10 эпизод     | 19 декабря 2017 года | Прямой эфир. Минхо и Феликс присоединились для исполнения новых версий «Hellevator», «School Life» и «Grr». Было показано специальное выступление лидера 2PM — Джун Кея. В финальном голосовании 96 % зрителей выступили за дебют Stray Kids в составе девяти человек, и Минхо и Феликсу удалось дебютировать с остальными. Пак Чин Ён подчеркнул: «У робота нет ошибок, но робот и человек имеют слишком много отличий. Когда я смотрю на выступление девятерых, я продолжаю видеть недостатки в обоих. Но когда выступают все девять, то экспрессия выглядит живой. Поздравляю, вы дебютируете все вместе» |